# Tasto maiuscolo

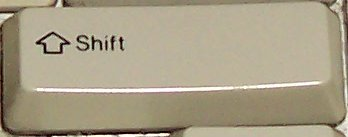
Il tasto, in italiano anche o

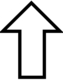
Pittogramma ISO/IEC 9995

Il tasto maiuscolo ⇧ Maiuscolo o maiusc ⇧ Maiusc, chiamato anche ⇧ Shift in inglese, è un tasto presente nelle tastiere dei computer. Premendolo prima dei caratteri normali e mantenendone la pressione, consente la scrittura delle lettere maiuscole e altri caratteri "superiori". Se si vuole scrivere una serie di lettere maiuscole, si può utilizzare il tasto blocco maiuscole ⇪ Bloc Maiusc, o in inglese ⇪ Caps Lock, il quale però agisce solo sulle lettere, non anche sui caratteri numerici e di punteggiatura.
Il tasto maiuscolo venne introdotto sulle macchine da scrivere meccaniche, dove era utilizzato per spostare il meccanismo di stampa, in modo che la pressione dei tasti imprimesse sulla carta la lettera maiuscola riportata sulla levetta corrispondente alla lettera premuta.

## Utilizzi
Il tasto maiuscolo, quando viene mantenuto premuto, consente di scrivere lettere maiuscole e di selezionare e scrivere i caratteri posti sulla fila superiore in un tasto con più caratteri disegnati. Ad esempio, sulla tastiera italiana la pressione di ⇧ Maiuscolo+1 produce il carattere "!", mentre la pressione di ⇧ Maiuscolo+, produce il carattere ";".
Quando è stato premuto il tasto di blocco maiuscole (o caps lock), il tasto maiuscolo funziona al contrario, ovvero permette di scrivere il carattere successivo in minuscolo. Ad esempio, la pressione di ⇧ Maiuscolo+A normalmente produce "A", ma se in precedenza è stato premuto ⇪ Bloc Maiusc produce "a". Questa particolare caratteristica non è disponibile in macOS, dove l'attivazione del tasto ⇪ Bloc Maiusc produce sempre e solo caratteri maiuscoli, anche se si preme ⇧ Maiuscolo.
In combinazione con altri tasti speciali, può modificarne la funzione. Ad esempio, la pressione di Alt+Tab ⇆ fa scorrere fra le finestre attive; premendo anche ⇧ Maiuscolo lo scorrimento avviene in ordine inverso. In un editor, se si posiziona il cursore in un punto e poi si clicca in un altro punto con il mouse mentre si tiene premuto il tasto ⇧ Maiuscolo, l'applicazione seleziona il testo dal cursore fino al punto del clic.
È spesso usato nei videogiochi, spesso in combinazione con i tasti WASD per correre oppure per accovacciarsi.
Se il tasto maiuscolo sinistro viene premuto cinque volte, si attivano i tasti permanenti.